# Школьний Олег Андрійович
Оле́г Андрі́йович Шко́льний — український військовик, сержант 25-го ОМПБ «Київська Русь» Збройних сил України, учасник російсько-української війни. Кавалер ордена «За мужність» ІІІ ступеня.

## Життєпис
Народився 1990 року в селі Старостинці (Погребищенський район, Вінницька область). Здобув середню освіту, навчався в Київському вищому професійному училищі будівництва і архітектури, столяр-будівельник. У 2010—2012 роках проходив строкову військову службу у прикордонних військах на кордоні з Молдовою, по тому — за контрактом. Після звільнення з армії працював на ДП «Антонов». Проживав у Києві.
Під час часткової мобілізації — доброволець. Розвідник, 25-й батальйон територіальної оборони «Київська Русь».
28 серпня 2014-го біля Комісарівки військовики зробили коридор для вивезення поранених бійців Нацгвардії. Події розвивалися згідно з розробленим планом, однак в останню мить терористи почали обстріл з гранатометів. Олег Школьний йшов останнім, прикриваючи групу, смертельно поранений осколком у голову. Тоді ж загинув Юрій Яценко.
Похований в Старостинцях 31 серпня 2014 року. Вдома лишилися батьки та рідні.

## Нагороди та вшанування
- За особисту мужність і героїзм, виявлені у захисті державного суверенітету та територіальної цілісності України, вірність військовій присязі під час російсько-української війни нагороджений орденом «За мужність» III ступеня (26.2.2015, посмертно).[1]
- Його портрет розміщений на меморіалі «Стіна пам'яті полеглих за Україну» в Києві: секція 3, ряд 4, місце 13
- Вшановується 28 серпня на щоденному ранковому церемоніалі вшанування українських захисників, які загинули цього дня у різні роки внаслідок російської збройної агресії[2]